# Tanjong (Lhonga)
Tanjong is een bestuurslaag in het regentschap Aceh Besar van de provincie Atjeh, Indonesië. Tanjong telt 700 inwoners (volkstelling 2010).